# オール・ザ・ロードランニング
『オール・ザ・ロードランニング』(All the Roadrunning) は、イギリスのシンガーソングライター兼ギタリストであるマーク・ノップラーとアメリカ合衆国のシンガーソングライターエミルー・ハリスによるコラボレーションであり、2006年4月24日に国際的にはマーキュリー・レコードとユニバーサルミュージックから、米国内ではワーナー・ブラザースからリリースされた。
アルバムは好評を博し、デンマーク、ノルウェー、スイスのアルバムチャートでナンバーワンの地位に達した。
アルバムはイギリスでは8位に、アメリカでは『ビルボード』誌のアルバム・チャート Billboard 200 で17位に達した。
This Is Us が最初のシングルとしてリリースされ、続いて Beachcombing がリリースされた。
このアルバムは2人のアーティストの長年にわたるコラボレーションの成果である。
7年以上をかけて曲はペアによって録音され、プロジェクトに関する最小限の情報だけがリリースされた。
All the Roadrunning Tourに続いてフォローライブアルバム『リアル・ライブ・ロードランニング』がリリースされた。

## バックグラウンド
マーク・ノップラーとエミルー・ハリスには、他のアーティストと協力し、サポートしてきた長い歴史がある。ハリスは、23のソロアルバムと、ドリー・パートンおよびリンダ・ロンシュタットとの成功したコラボレーションアルバム『トリオ』に加えて、ザ・バンド、ガース・ブルックス、ジョニー・キャッシュ、ジョン・デンバー、ボブ・ディラン、ジョージ・ジョーンズ、ライル・ラヴェット、ビル・モンロー、ロイ・オービソン、グラム・パーソンズ、タウンズ・ヴァン・ザント、タミー・ワイネットおよびニール・ヤング などの同世代の偉大なレコーディングアーティストの多くとバッキングおよびデュエットボーカルを録音してきた。
ノップラーもまた、チェット・アトキンス、ジョージ・ジョーンズ、ヴァン・モリソン、ジェームス・テイラーとのデュエットを録音し、ウィリー・デビル、ボブ・ディラン、バップ・ケネディ、ランディ・ニューマンのアルバムを制作し、クリント・ブラック、チーフタンズ、エリック・クラプトン、フィル・エヴァリー、ジェフ・ヒーリー、ウェイロン・ジェニングス、B.B.キング、クリス・クリストファーソン、ソニー・ランドレス、ケイト&アンナ・マクギャリグル、クリフ・リチャード、スティング、ティナ・ターナー、スティーリー・ダンおよびジミー・ウェッブと言った数多くのレコーディングでギターを演奏して来た。
どちらもカントリーミュージックへの愛情と、カントリーミュージックのギターマスターの一人であるチェット・アトキンスへの憧れを共有していた。
1990年、アトキンスとノップラーは共同アルバム『ネック&ネック』をレコーディングしたが、彼らの友情は盛りを過ぎていた。
ノップラーとハリスは1987年にチェット・アトキンスの特別テレビ番組に出演したときに初めて会った。彼らは連絡を取り合い、約10年後、ナッシュビルでマークはハリスのために彼の歌をいくつか演奏し、一緒に録音するというアイデアが浮上した。

## レコーディング
『オール・ザ・ロードランニング』は7年間にわたって飛び飛びにレコーディングされた。
そのうちの2曲、ケイジャンスタイルの "Red Staggerwing" とアコースティックバラードの "Donkey Town" は、もともとノップラーの2000年のソロアルバム Sailing to Philadelphia に収録される予定だった。
1998年の感謝祭の夜、ナッシュビルでのレコーディングセッションで、ノップラーとハリスは2曲の通し稽古を行い、ハリスがボーカルを追加した。
このセッションがデュエットでのコラボレーションアルバムのアイデアを刺激した。
ハリスは「二人のユニークな声を組み合わせると、3番目の幻の声が作成されます…… 私はマークと私が作成した第三の声が大好きです。私たちはすぐに私たちの声がかなり楽に混ざったことに気付きました」と後に回想している。
2002年と2004年にさらにレコーディングセッションが行われ、ペアは最初から歌を録音し、最高のナッシュビルのセッションプレーヤーの一部がサポートした。
二人のデュエットアルバムは、2003年のハリスの『スタンブル・イントゥ・グレース』と2004年のノップラーの『シャングリ・ラ』という個々のソロプロジェクトと、それぞれのサポートツアーとプロモーション活動によって中断された。

## 作曲
"If This Is Goodbye" は、9/11に世界貿易センターに閉じ込められた女性の最後の電話に基づいている。

## ツアー
ノップラーとハリスは、2006年5月26日にベルギーのブリュッセルで始まり、2006年6月30日にカリフォルニア州バークレーで終わる23の都市で23のコンサートを含む "All the Roadrunning Tour of Europe and North America" で『オール・ザ・ロードランニング』のリリースをサポートした。
ツアーメンバーはマーク・ノップラー（ギター、ボーカル）、エミルー・ハリス（ギター、ボーカル）、ガイ・フレッチャー（キーボード）、リチャード・ベネット（ギター）、スチュアート・ダンカン（フィドル、マンドリン）、マット・ローリングス（キーボード）、グレン・ワーフ（ベース）、およびダニー・カミングス（ドラムス）となっている。
2006年6月28日、ロサンゼルスのギブソン・アンフィシアターでのコンサートは、2006年11月14日にマーキュリー・レコードとユニバーサルミュージックおよびワーナー・ブラザース・レコードによって、ライブアルバムとDVDのセットの『リアル・ライブ・ロードランニング』としてリリースされた。

## 評価家の反応
| 専門評論家によるレビュー         | 専門評論家によるレビュー |
| 総スコア                         | 総スコア                 |
| 出典                             | 評価                     |
| -------------------------------- | ------------------------ |
| Metacritic                       | 63/100                   |
| レビュー・スコア                 |                          |
| 出典                             | 評価                     |
| オールミュージック               | [ 8 ]                    |
| エンターテイメント・ウィークリー | B−                       |
| Music Box                        | [ 10 ]                   |
| ローリング・ストーン             | [ 11 ]                   |
| デイリー・テレグラフ             | Positive                 |
| ウィニペグ・サン                 | [ 13 ]                   |

『ウィニペグ・サン』紙でのレビューでダリル・スターダンは5つ星のうち4つをアルバムに与え、コラボレーションを「天国で行われた試合」と呼んだ。
スターダンは続けた： 
一見したところ、マーク・ノップラーのディランのようなしゃがれ声とエミルー・ハリスの天使のようなトーンは、美女と野獣のシナリオになると思います。しかし、私たちはこの明らかに奇妙なカップルが『オール・ザ・ロードランニング』で真剣に美しい音楽を一緒に作っていることを報告してうれしいです。確かに、これは過去30年のほぼすべての重要なルーツおよびカントリーアーティストと提携しており、それらを少しだけ輝かせることに失敗したことはありません。しかし、実際にここにあるクレジットの大部分は、ノップラーに送らなければなりません。彼はディスクの支配的な力であり、共同プロデューサーとして働き、これらのエレガントなルーツのある曲の1つを除いてすべてを書いています。
 スターダンはアルバムでのノップラーの作詞作曲、特に "This is Us" 、"Right Now" および "Red Staggerwing" での「ケルト風味のブルーグラス」を賞賛した。また、スターダンはノップラーのプロダクションに注目し、過去のプロジェクトよりも軽いタッチでプロジェクトに近づき、ハリスの歌を際立たせるために彼の特徴的なギタープレイを控えめにした。
『デイリー・テレグラフ』紙でのレビューで、ニール・マコーミックは、ノップラーとハリスが「驚くべきニューアルバム」は「彼らの人生経験を組み合わせた豊かで成熟した曲のコレクション」であり、「両方のキャリアの中で最高のアルバムの1つ」をレコーディングしたと書いている。
『エンターテインメント・ウィークリー』誌でのレビューで、ジョシュ・タイランジェルはアルバムにBスコアを与え、2人のアーティストが「奇妙にマッチしているようだ」がノップラーのギターワークがハリスのボーカルを圧倒する傾向があると書いている。

## トラックリスト
特記あるものを除き、すべての曲はマーク・ノップラーによって書かれた。
| #         | タイトル                                              | 作詞  | 作曲・編曲 | 時間 |
| --------- | ----------------------------------------------------- | ----- | ---------- | ---- |
| 1.        | 「Beachcombing」                                      |       |            | 4:14 |
| 2.        | 「I Dug Up a Diamond」                                |       |            | 3:38 |
| 3.        | 「This Is Us」                                        |       |            | 4:39 |
| 4.        | 「Red Staggerwing」                                   |       |            | 3:03 |
| 5.        | 「Rollin' On」                                        |       |            | 4:14 |
| 6.        | 「Love and Happiness」(Emmylou Harris, Kimmie Rhodes) |       |            | 4:22 |
| 7.        | 「Right Now」                                         |       |            | 3:33 |
| 8.        | 「Donkey Town」                                       |       |            | 5:42 |
| 9.        | 「Belle Starr」(Emmylou Harris)                       |       |            | 3:06 |
| 10.       | 「Beyond My Wildest Dreams」                          |       |            | 4:25 |
| 11.       | 「All the Roadrunning」                               |       |            | 4:49 |
| 12.       | 「If This Is Goodbye」                                |       |            | 4:44 |
| 合計時間: | 合計時間:                                             | 50:29 |            |      |

## パーソネル
音楽
- マーク・ノップラー – ボーカル、ギター
- エミルー・ハリス – ボーカル、アコースティックギター（5,9）
- リチャード・ベネット – ギター
- ジム・コックス – キーボード
- ガイ・フレッチャー – キーボード
- ダン・ダグモア – アコースティックギター（6,12）、ペダルスチールギター（5,10）、6弦ベース（9）
- ポール・フランクリン – ペダルスチールギター（3）
- グレン・ダンカン – フィドル（4）、マンドリン
- スティーヴ・コン – アコーディオン（4）
- ビリー・ウェア – トライアングル（4）
- グレン・ワーフ – ベース
- チャド・クロムウェル – ドラムス
- ダニー・カミングス – ドラムス
- ジム・ホーンとザ・メンフィス・ホーンズ – ホーン（12）

製作
- マーク・ノップラー – プロデューサー
- チャック・アインレイ – プロデューサー、レコーディングエンジニア、ミキシング
- ガイフ・レッチャー – レコーディングエンジニア
- マーク・カップス – レコーディングエンジニア（ホーン）
- ジョン・セイラー – アシスタントレコーディングエンジニア
- マーク・ラルストン – アシスタントレコーディングエンジニア
- ルパート・コールソン – ミキシングアシスタント
- グラハム・ミーク – テクニカルサポート
- マリア・ベレル – ハリスの髪と化粧
- ファビオ・イオヴィノ – 写真

## チャートと認定

### アルバム
| グラフ（2006）                     | ピーク |
| ---------------------------------- | ------ |
| オーストラリアアルバムチャート     | 41     |
| オーストリアのアルバムチャート     | 8      |
| ベルギーアルバムチャート           | 5      |
| デンマークアルバムチャート         | 1      |
| オランダのアルバムチャート         | 3      |
| フィンランドアルバムチャート       | 22     |
| フランスアルバムチャート           | 17     |
| ドイツアルバムチャート             | 3      |
| アイルランドのアルバムチャート     | 25     |
| イタリアアルバムチャート           | 3      |
| ニュージーランドのアルバムチャート | 19     |
| ノルウェーのアルバムチャート       | 1      |
| ポーランドアルバムチャート         | 19     |
| スペインアルバムチャート           | 9      |
| スウェーデンアルバムチャート       | 2      |
| スイスアルバムチャート             | 1      |
| UK Albums Chart                    | 8      |
| US Billboard 200                   | 17     |
| 世界アルバムチャート               | 7      |

## 認証
| 国/地域                                             | 認定     | 認定/売上数 |
| --------------------------------------------------- | -------- | ----------- |
| ドイツ (BVMI)                                       | Gold     | 100,000^    |
| ノルウェー (IFPI Norway)                            | Platinum | 20,000*     |
| スイス (IFPI Switzerland)                           | Gold     | 15,000^     |
| イギリス (BPI)                                      | Gold     | 100,000^    |
| * 認定のみに基づく売上数 ^ 認定のみに基づく出荷枚数 |          |             |